# Oakvale
Oakvale est une ville américaine située dans le comté de Mercer en Virginie-Occidentale.
Selon le recensement de 2010, Oakvale compte 121 habitants. La municipalité s'étend sur 0,42 milles carrés (1,09 km2).
La ville est d'abord appelée Frenchville, en l'honneur du capitaine Napoleon French, l'un des premiers habitants du lieu. Elle prend par la suite le nom d'Oakvale en référence aux chênes (oak en anglais) poussant dans la vallée. Elle devient une municipalité en 1907.